# Renate Welsh

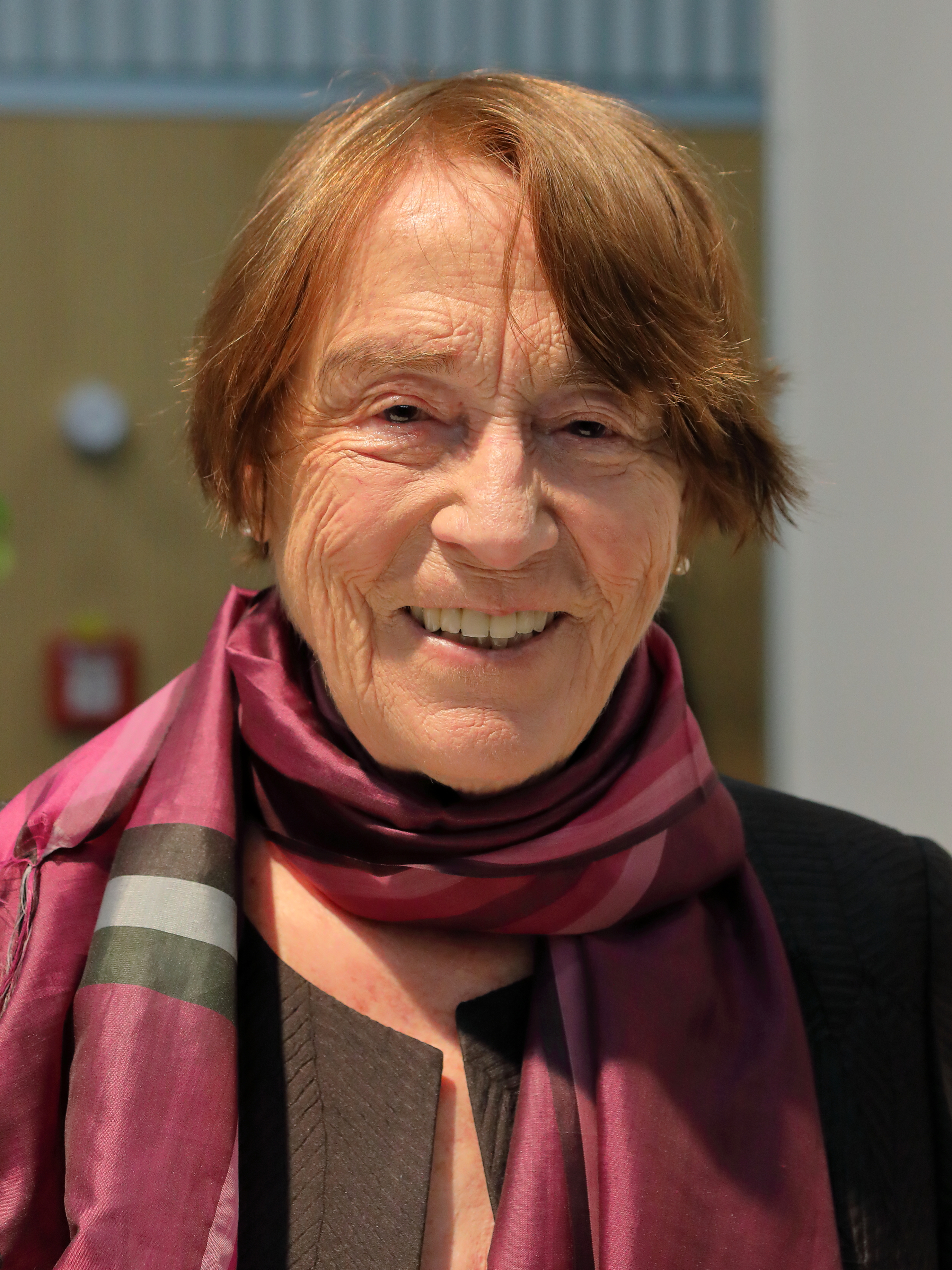
Renate Welsh (2019)

Renate Welsh (* 22. Dezember 1937 in Wien), geb. Redtenbacher, ist eine österreichische Autorin, die sich zunächst stark auf Kinder- und Jugendliteratur konzentrierte, später aber auch Bücher für Erwachsene schrieb und 2019 eigene Lebenserinnerungen publizierte.

## Leben
Die Tochter des Arztes Norbert Redtenbacher und seiner Frau Elisabeth wuchs nach dem frühen Tod ihrer Mutter größtenteils bei ihren Großeltern im Ausseerland auf, wo sie auch die Schule besuchte; die Volksschule in Aussee auf eigenen Wunsch bereits ab dem fünften Lebensjahr. 1953 ging sie für ein Jahr als Austauschschülerin nach Portland, Oregon, Vereinigte Staaten, wo sie 1954 als 16-Jährige ihre erste „Matura“ (high-school graduation) ablegte, im darauffolgenden Jahr in Wien dann die österreichische Matura. Danach studierte sie von 1955 bis 1957 in Wien Englisch, Spanisch und Staatswissenschaften. Sie brach das Studium jedoch ab, heiratete Christopher Norton Welsh und arbeitete bis 1959 als Übersetzerin beim British Council in Wien. Seit 1962 ist sie als freiberufliche Übersetzerin tätig und übertrug u. a. Romane von James A. Michener und Judith Kerr ins Deutsche. 1969 begann sie nach einer längeren Krankheit ihres Sohnes Kinder- und Jugendbücher zu schreiben. Seit 1975 ist sie freie Schriftstellerin und schreibt seit 1988 auch für Erwachsene.
Ihre Kindheit hat Renate Welsh wiederholt als unglücklich bezeichnet, was sie dem frühen Tod geliebter Bezugspersonen (Mutter, Großvater), daraus resultierenden diffusen Schuldgefühlen wie auch der Erfahrung des Zweiten Weltkriegs zuschreibt. Geprägt wurde sie ebenfalls durch die Konfrontation mit den Schicksalen der überwiegend jüdischen Kollegen ihres Vaters. Bereits als Kind begann sie, das Erlebte mit Hilfe des Schreibens zu verarbeiten.
Sie wurde zur Autorin einer langen Reihe engagierter Kinderbücher, darunter diverser Kinderbuchklassiker. Ihr erfolgreichstes Buch, Das Vamperl, in dem ein kleiner Vampir den Menschen statt Blut die Galle aussaugt und sie so versöhnlich stimmt, erlebte mehrere Fortsetzungen. In dem Buch Dieda oder Das fremde Kind erzählte sie, angelehnt an ihre eigenen Erfahrungen zum Ende des Zweiten Weltkrieges auf dem Land, von einem ungeliebten kleinen Mädchen, das, von Verwandten und Dorfbewohnern abgelehnt, innerlich vereinsamt.
Am 26. Mai 1992 wurde Renate Welsh der Titel Professorin verliehen. 2006 wurde Renate Welsh Präsidentin der Interessengemeinschaft Österreichischer Autorinnen und Autoren und damit Nachfolgerin von Milo Dor.
Nach dem Jahr 2000 heiratete sie in zweiter Ehe Shiraz Rabady, der die Arztordination ihres Vaters übernommen hatte. Ihr voller Name lautet nun Welsh-Rabady.
2019 erschien ihr autobiographischer Roman Kieselsteine. Geschichten einer Kindheit; 2023 Ich ohne Worte. Roman. Die Salzburger Nachrichten dazu: "Sie ist eine andere geworden."
2024 übergab Welsh ihren gesamten Vorlass an das Archiv der Zeitgenossen in Krems.
Renate Welsh lebt mit ihrem Mann in Wien und hat drei Söhne.

## Zitat
Als Kind war ich in meiner Funktion als Vaters Laufbursche in sehr unterschiedliche Welten gekommen, in die Villen mit riesigen Gärten ebenso wie in die Zimmer-Küche-Wohnungen, wo es bis zum 3. Stock nach Keller roch. Hier wie dort hatte ich Medikamente abgegeben, die Leute hatten sich über meine Besuche gefreut und mir aus ihrem Leben erzählt, oft ohne lange zu überlegen, ob ein kleines Mädchen ihre Sorgen verstehen konnte. Wie weit die Armut, die ich kannte, von Elend entfernt war, davon hatte ich lange keine Ahnung. Ich kannte Hunger und viele Grade von Verwirrtheit, nicht aber völlige Ausweglosigkeit.

Von den Gästen der VinziRast in der Schreibwerkstatt lernte ich weit mehr als sie von mir. Sie waren geduldige Lehrer, bemühten sich, mir zu erklären, was ich nicht verstand. Wenn du nicht dabei bist, reden wir nicht so, sagte einer. Die anderen nickten.

## Werk
- Der Enkel des Löwenjägers. 1969.
- Ülkü, das fremde Mädchen. Erzählung und Dokumentation, 1973.
- Alle Kinder nach Kinderstadt. 1974.
- Thomas und Billy. Oder: Katzen springen anders 1975.
- Einmal sechzehn und nie wieder. 1975.
- Der Staatsanwalt klagt an. 1975.
- Empfänger unbekannt – zurück. 1976.
- Die Ohrfeigen. in: Damals war ich vierzehn, 1978.
- Das Vamperl. Deutscher Taschenbuch Verlag, München 1979.
- Ich verstehe die Trommel nicht mehr. Erzählungen aus Afrika. 1979.
- Der Enkel des Löwenjägers. 1982.
- Bald geht's dir wieder gut! 1982.
- Der Brieftaubenbeamte. 1983.
- Wie in fremden Schuhen. 1983.
- Wen die Musen küssen. 1984.
- Johanna. Roman. 1984. Französische Ausgabe: Paris 1984, übersetzt von Luc de Goustine[6]. Neue Ausgabe: 2002.
- Einfach dazugehören. 1984.
- Julie auf dem Fussballplatz. 1984.
- Karolin und Knuddel. 1985.
- Das kleine Moorgespenst. 1985.
- Eine Hand zum Anfassen. 1985.
- Das Leben leben. Roman. 1986.
- Schneckenhäuser. 1986.
- Drittes Bett links. 1986.
- Corinna. 1987.
- Ich schenk' dir einen Kindertag. 1987.
- Schnirkel, das Schneckenkind und andere Tiergeschichten. 1987.
- Aus den Augen, im Sinn. Gedanken über Begegnungen 1988.
- Begegnungen. 1988.
- ... und schicke ihn hinaus in die Wüste (leider ein Bericht). 1988.
- Empfänger unbekannt – zurück! 1988.
- Drachenflügel. 1988.
- In die Waagschale geworfen. Geschichten über den Widerstand gegen Hitler. Czernin Verlag, Wien 1988. ISBN 978-3-7076-0656-0 (Hardcover SU)
- Stefan. 1989.
- Constanze Mozart. Eine unbedeutende Frau. 1990.
- Spinat auf Rädern. Kinderroman, 1991.
- Du bist doch schon groß. 1991.
- Eine Krone aus Papier. 1992.
- Vamperl soll nicht alleine bleiben. 1992.
- Melanie Miraculi. 1992.
- Martin in der Seifenschale. 1993.
- Zwischenwände. 1993.
- A Different Kind of Brother. London 1993.
- Sonst bist du dran. 1994.
- Das Lufthaus. Roman, 1994.
- Mit Hannibal wär alles anders. 1994.
- Häuserspuk. 1995.
- Mäusespuk. 1995.
- Das Gesicht im Spiegel. 1997.
- Disteltage. 1997.
- Constanze Mozart. An Unimportant Woman. Riverside, Kalifornien 1997.
- Das Haus in den Bäumen. 1998.
- Tanja und die Gespenster. 1998.
- Sechs Streuner. 1998.
- Wiedersehen mit Vamperl. 1998.
- Besuch aus der Vergangenheit. 1999.
- Max, der Neue. 1999.
- Ende gut, gar nichts gut? Überarbeitete Neuausgabe, 2000.
- Dieda oder Das fremde Kind. 2002.
- Vor Taschendieben wird gewarnt. 2002.
- Liebe Schwester. 2003. 10. Auflage, 2005
- Constanze Mozart, eine unbedeutende Frau. (1990) Von der Autorin neu durchgesehene Ausgabe. 2004.
- Die schöne Aussicht. 2005.
- Gut, dass niemand weiß. 2006.
- … und raus bist du. 2008.
- Großmutters Schuhe. Roman. dtv, München 2011. ISBN 978-3-423-40632-1
- Ohne Vamperl geht es nicht. Roman. Deutscher Taschenbuch Verlag, München 2010. ISBN 978-3-423-76016-4.
- Sonst bist du dran. Eine Erzählung zum Thema „Gewalt in der Schule“. 2011.
- Ganz schön bunt. 2013. ISBN 978-3-85197-703-5.
- Kieselsteine: Geschichten einer Kindheit, Czernin Verlag, Wien 2019. ISBN 978-3-7076-0671-3.
- Die alte Johanna, Roman, Czernin Verlag, Wien 2021. ISBN 978-3-7076-0724-6.
- Hoffnung lebt vom Trotzdem. Essay, Czernin Verlag, Wien 2022. ISBN 978-3-7076-0760-4
- Ich ohne Worte. Roman, Czernin Verlag, Wien 2023. ISBN 978-3-7076-0786-4

### Hörspiele (Auswahl)
- Kindereien, ORF 1974.
- Das Vamperl, SWR 1979.
- Roderich und die Brieftauben, SWR 1983.
- Die Klavierstunde, ORF 1984.
- Drachenflügel, SFB 1991.
- Eine unpassende Freundschaft, SFB 1991.

### Theaterstücke
- Angeklagter, stehen Sie auf, 1975.
- Ende gut – gar nichts gut, 1983.

### Als Herausgeberin
- Ich verstehe die Trommel nicht mehr. Erzählungen aus Afrika. Deutscher Taschenbuch Verlag, München 1983, ISBN 3-423-07836-7.
- Antwort auf keine Frage. Geschichten von und über Liebe. 1985.
- Abschied und Ankunft. Geschichten von und über Heimat. 1988.
- Die Gedanken sind frei. 1990.
- Mit einem Fuß auf zwei Beinen stehen. Anthologie. Dom-Verlag, Wien 2013.[7] ISBN 978-3-85351-263-0

### Übersetzungen (Auswahl)
- Richard Gordon: Der Schönheitschirurg. 1968.
- Joyce Stranger: Großes Herz für kleine Tiere. 1970.
- James A. Michener: Die Kinder von Torremolinos. 1971.
- Mildred Lee: Vielleicht ein Ende, vielleicht ein Anfang. 1974.
- Judith Kerr: Mogs und Bunny. 1989.
- Judith Kerr: Und da war die Arche weg. 1993.

## Auszeichnungen
- Buchpreis der Wiener Wirtschaft 2025[8]
- Theodor-Kramer-Preis 2017
- Preis der Stadt Wien für Literatur 2016
- LESERstimmen 2005 für Katzenmusik
- Großer Preis der Deutschen Akademie für Kinder- und Jugendliteratur e. V. Volkach 2003
- Eule des Monats 1992
- Bad Harzburger Jugendliteraturpreis 1991
- Preis der Katholischen Akademie Hamburg, Herbst 1991
- Silberne Feder des Bundes deutscher Ärztinnen 1989
- Österreichischer Würdigungspreis für Jugendliteratur 1992
- Deutscher Jugendliteraturpreis 1980 für Johanna
- Deutscher Jugendbuchpreis Auswahlliste 1977, 1979, 1985
- Ehrenliste zum Österreichischen Kinder- und Jugendbuchpreis 1970, 1973, 1975, 1976, 1978. 1980, 1986, 1987, 1991
- Ehrenliste zum Preis der Stadt Wien 1970, 1973, 1975, 1976, 1978, 1982, 1985
- Kinder- und Jugendbuchpreis der Stadt Wien 1977, 1978, 1980, 1984, 1986, 1988, 1991, 1998
- Österreichischer Staatspreis für Kinder- und Jugendliteratur 1977, 1978, 1984, 1989, 1997, 2003
- Premio per la Letteratura d'attualita Provincia di Trento – Ehrenliste 1980
- Ehrenliste Silberne Feder 1976
- Friedrich-Bödecker-Preis 1978

## Hörbücher
- Das Vamperl. Der Hörverlag, ISBN 978-3-89940-657-3.
- Little Vampie. Der Hörverlag, ISBN 978-3-86717-125-0.